# Zawidów
Zawidów, tyska: Seidenberg, är en stad i sydvästra Polen, belägen i distriktet Powiat zgorzelecki i Nedre Schlesiens vojvodskap. Staden utgör administrativt en stadskommun, med 4 338 invånare i juni 2014.

## Geografi
Staden ligger vid den polsk-tjeckiska gränsen, 16 kilometer söder om Zgorzelec/Görlitz, vid foten av Jizerbergen. Bäcken Koci Potok utgör här gränsen; på den södra sidan av gränskontrollen ligger orten Habartice i Tjeckien.

## Kända invånare
- Jakob Böhme (1575–1624), religionsfilosof och kristen mystiker. Böhme föddes i närbelägna Alt Seidenberg (Stary Zawidów) och gick som skomakarlärling i staden. Födelsehuset brann ned i samband med krigsslutet 1945.